# 샤오펑 전기차
샤오펑 전기차 또는 광저우 샤오펑 전기차로 알려진 중국의 전기 자동차 제조 업체(English: Xpeng 또는 Xiaopeng Motors) (Chinese: 小鹏汽车) 이 회사는 광저우에 본사를 두고 있으며 미국 캘리포니아주 마운틴 뷰에 지사를 두고 있으며 뉴욕 증권 거래소에서 상장되어 있다.

## 역사
샤오펑 전기차는 2014년 헨리 샤 (Henry Xia또는 Xia Heng )와 자동차 기술 및 연구 개발에 대한 전문 지식을 보유한 GAC Group의 전직 고위 간부 인 허 타오(He Tao)가 공동 설립되었다.
초기 투자자는 UCWeb 의 창립자이자 알리바바의 전 임원 인 허 샤오펑 (He Xiaopeng) (현 샤오펑 전기차 회장), 그리고 샤오미(Xiaomi)의 창립자 인 레이 쥔(Lei Jun)이다.주요한 중국 및 국제 투자자로는 알리바바 그룹(Alibaba), 폭스콘(Foxconn) 및 IDG Capital이 있다. 2018년, 추가 자금 지원 당시 알리바바(Alibaba)의 부사장 (조세핀 차이)Joseph Tsai 가 샤오펑 전기차의 기업 이사회에 합류하였다.
샤오펑의 미국 자회사 인 XMotors.ai는 2018년 9월부터 캘리포니아 자동차 국 으로부터 자율 주행 자동차 테스트 허가를 받았다. 하지만, 이 허가는 샤오펑 자동차가 해체 보고서를 제출하지 않아 2020년 2월에 허가가 취소되었다.
2018년 11월 첫 번째 모델 (Xpeng G3) SUV의 생산을 시작하였다. 2018년 12월을 시작으로 라스 베이거스에서 열린 (2018 소비자 가전 전시회)에서 G3를 출시되었다.
두 번째 모델 4 도어 전기 세단 ( P7) 은 2019년 4월 2019 Auto Shanghai 쇼 처음 공개되었다. 최초 배송은 2020년 6월부터 시작하였다.
2019년 5월 샤오펑 전기차는 광저우에 차량 대여 회사를 출시하여 샤오펑의 자동차 시승을 제공하였다.
2019년 11월 샤오펑은 제 3 모금 행사에서 4 억 달러를 투자받았다. 이 날 샤오미(Xiaomi)는 샤오펑(Xpeng)의 핵심 투자자로 합류했다. 2020년 7월 샤오펑(Xpeng)은 Aspex, Coatue, Hillhouse Capital 및 Sequoia Capital China를 포함한 투자자 그룹으로부터 5 억 달러를 투자 받았다. 2020년 8월 샤오펑(Xpeng)은 알리바바, 카타르 투자청, 아부 다비의 국부 펀드 무바 달라를 포함한 투자자 그룹으로부터 추가로 4 억 달러를 투자 받았다. 2020년 8월 27일 샤오펑(Xpeng)은 뉴욕 증권 거래소에서 IPO를 통해 15 억 달러를 투자 받았으며, 거래 첫날 주식은 40 % 이상 상승한 기록을 남겼다.

## 모델

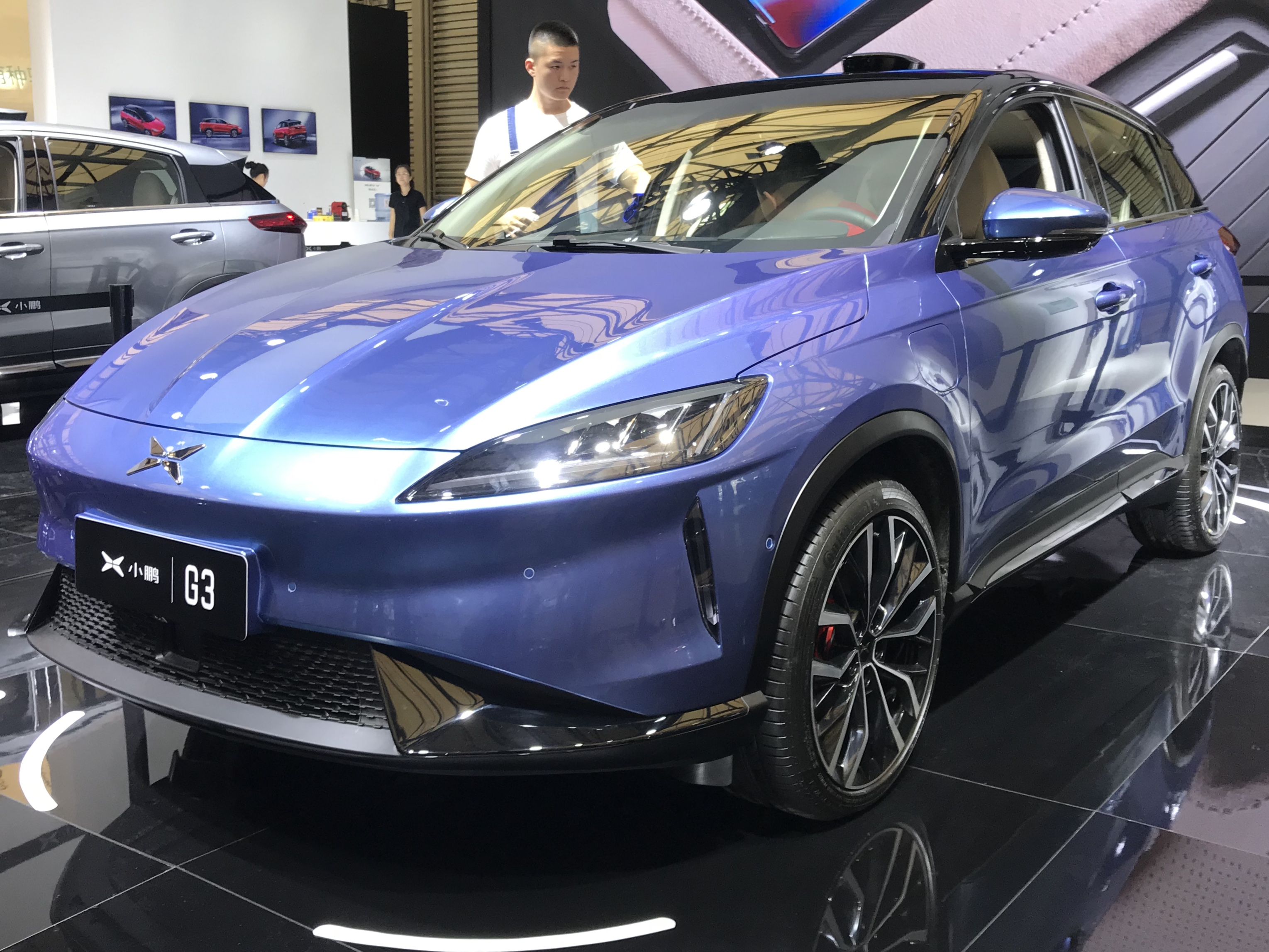
Xpeng G3 SUV
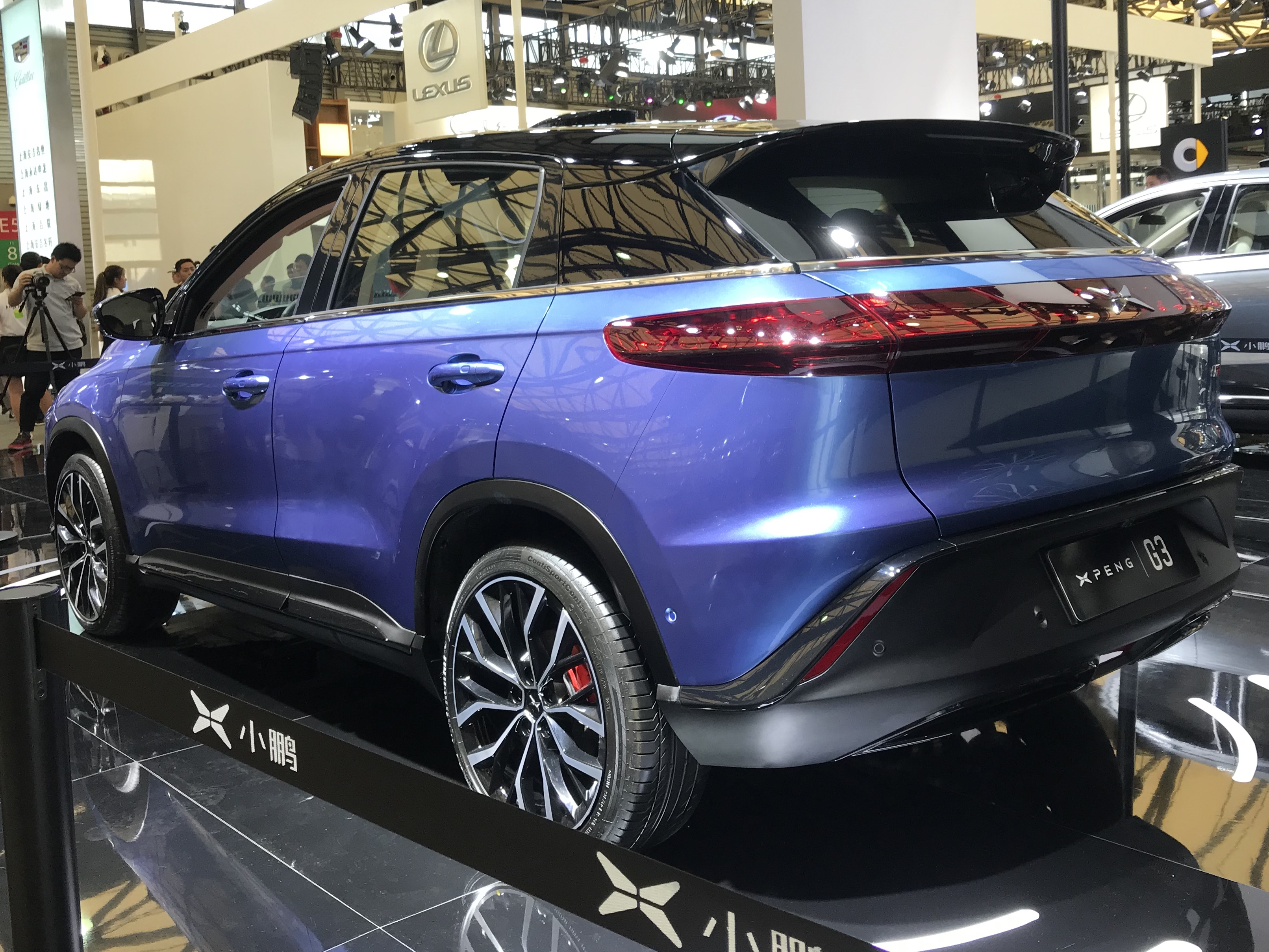
Xpeng G3 SUV 후면
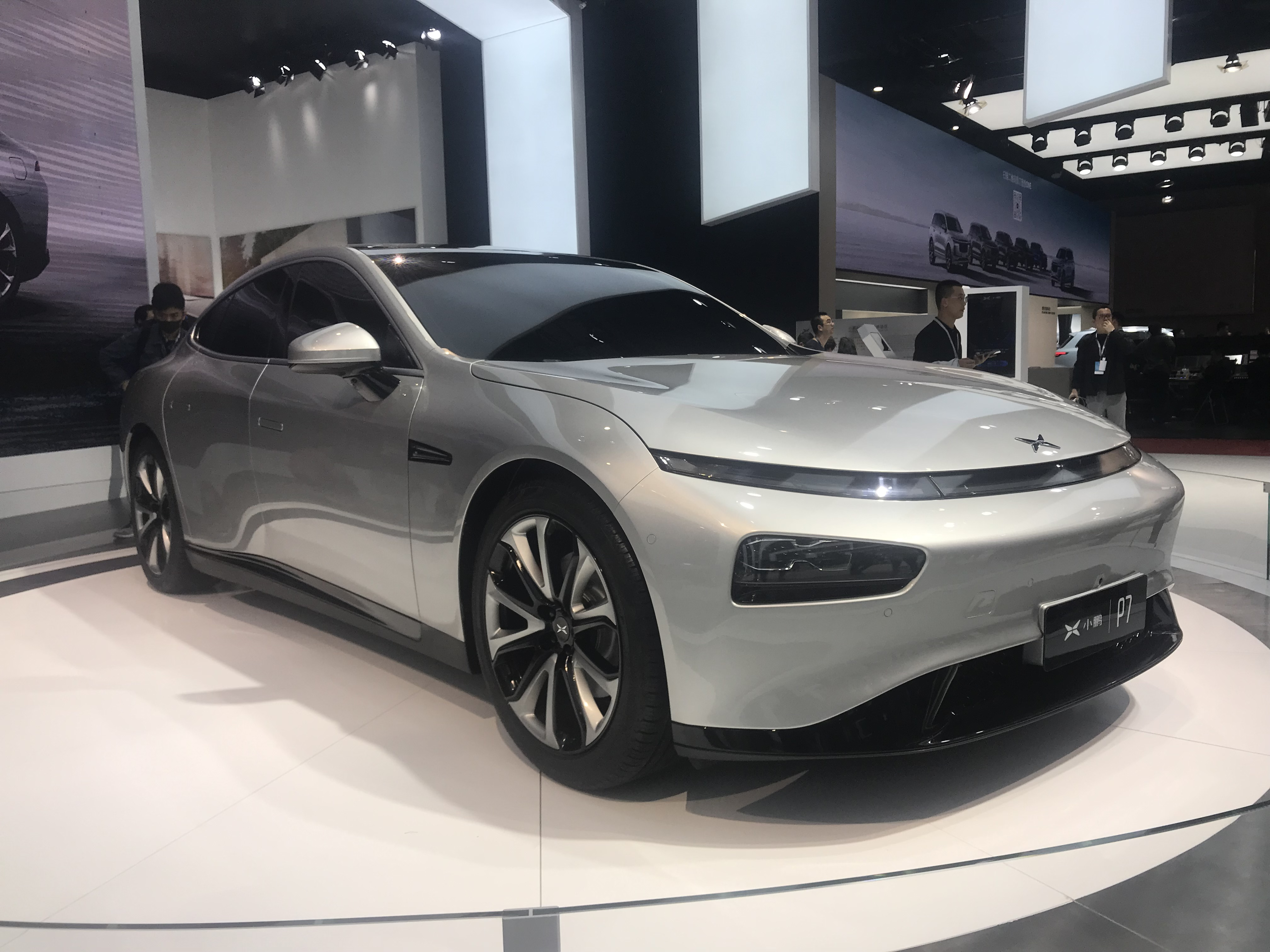
Xpeng P7 세단
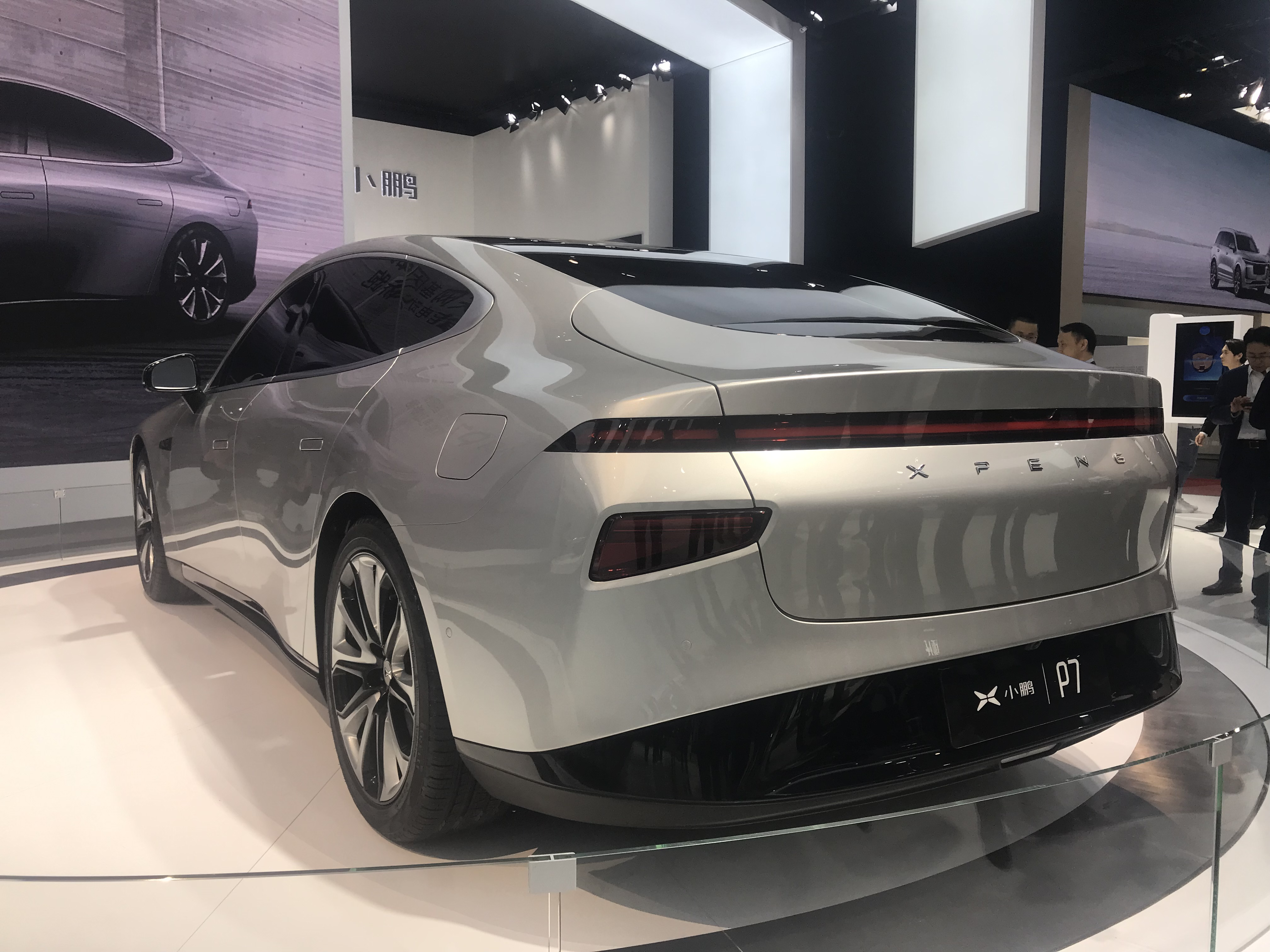
Xpeng P7 세단 후면

## 논란거리
2018년 7월 FBI는 샤오펑에서 일자리를 구하기 위해 Apple의 자율 주행 자동차 프로젝트의 영업 비밀을 훔친 혐의로 전직 Apple 직원을 기소했다.
2019년 3월, 테슬라(Tesla)는 전직 테슬라 직원 인 차오 광쯔(Cao Guangzhi)를 자율주행모드(Autopilot)의 소스 코드를 훔쳐 샤오펑으로 가져온 혐의로 고소했다. 차오는 지적 재산권 도난에 대한 주장을 부인했지만 이후에 그가 테슬라에서 근무하던 시절 테슬라를 떠나기 전에 테슬라의 소스 코드를 iCloud 계정에 업로드했다고 인정하였다. 테슬라의 고소를 시작으로 샤오펑은 내부 조사를 시작했으며 "차오씨의 위법 행위에 대해 알지 못했다"고 말했다. . 2020년 4월, 테슬라는 재소송을 제출했다.

## 추가 자료
- 중국의 재생에너지 차량
- 바이톤 Byton(자동차 회사)
- 리오토 Li Auto(전기 자동차 회사)
- 니오 NIO (전기 자동차 회사)
- 폴스타 Polestar(자동차 회사)
- 테슬라 Tesla, Inc.

## 같이 보기
- 니오 (기업)
- 리오토
- 립모터